# Protaetia affinis
Protaetia affinis (Andersch, 1797) è un coleottero appartenente alla famiglia degli Scarabeidi (sottofamiglia Cetoniinae).

## Descrizione

### Adulto

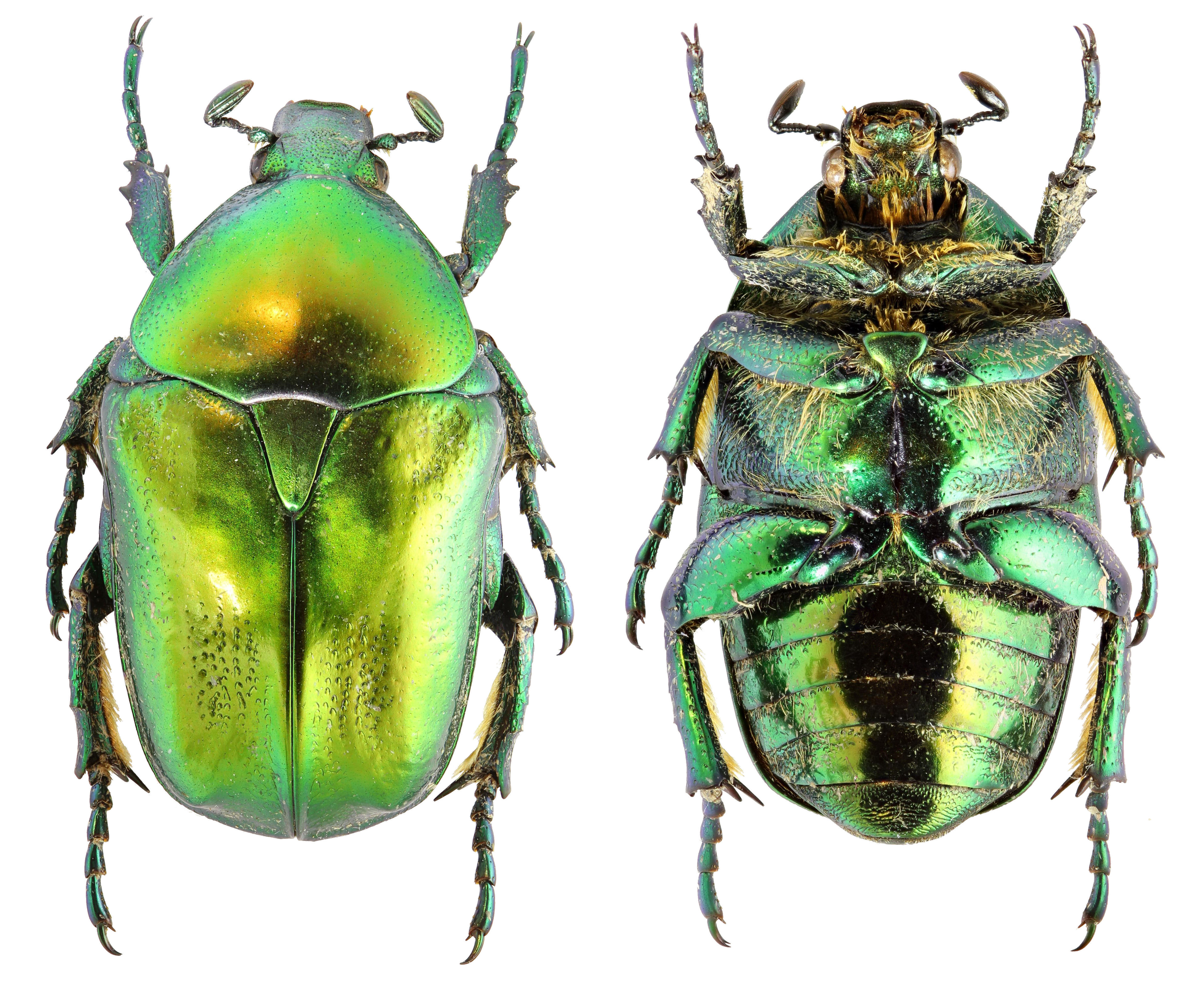

P. affinis si presenta come un coleottero di dimensioni medie, che oscillano tra i 16 e i 26 mm. Presenta un corpo tozzo, dai colori brillanti, generalmente verde, ma spesso presentano anche riflessi rossi o blu. La parte inferiore, si presenta bluastra e totalmente priva di pubescenza.

### Larva
Le larve si presentano come dei vermi piuttosto grossi, dalla forma a "C". Presentano la testa e le tre paia di zampe sclerificate.

## Biologia
Gli adulti compaiono a fine primavera e sono di abitudini diurne. Sono visibili sui tronchi degli alberi (generalmente querce), intenti a succhiarne la linfa oppure, seppur più raramente, sui fiori e sulla frutta matura. Le larve si sviluppano nel terreno o nelle cavità dei tronchi di quercia oppure nel terreno sotto la corteccia di cui si nutrono.

## Distribuzione e habitat
P. affinis si può trovare in Europa meridionale, a partire dal sud della Polonia,  nel Caucaso in Asia minore, Siria, Israele e Iran.

## Conservazione
P. affinis è inserita nella Lista rossa IUCN. Viene valutata come specie a rischio minimo.